# Онікієнко Олег Олександрович
Оле́г Олекса́ндрович Онікіє́нко (28 березня 1970, м. Київ, Українська РСР — 15 серпня 2014, с. Малоіванівка, Перевальський район, Луганська область, Україна) — старший солдат Збройних сил України, учасник російсько-української війни, позивний «Корсар».
Снайпер-розвідник, 11-й батальйон територіальної оборони «Київська Русь». Загинув у бою під Дебальцевим.

## Життєпис
Народився 1970 року в місті Київ. У радянські часи Олегу довелося пройти війну в Афганістані, конфлікт в Нагорному Карабасі, а також дві ротації у Сьєрра-Леоне. В одній з «гарячих точок» дістав тяжке поранення, прожив 25 років із кулею у спині. Мешкав із сім'єю у місті Бровари під Києвом. Активно займався різними видами спорту. Працював охоронцем, два роки — начальником охорони київського рок-клубу «Ленін». Знявся у фільмі «Точка рока».
Під час Революції Гідності координував ситуацію у Броварах, облаштовував блокпости.
Весною 2014-го поїхав у військову частину Нацгвардії в Нових Петрівцях як інструктор, у складі батальйону «Донбас» вирушив до 169-го навчального центру в Десні, на підготовку. 20 червня склав присягу у складі новоствореного 11-го батальйону територіальної оборони «Київська Русь», був снайпером-розвідником. Брав участь в «зачистці» Слов'янська від російсько-терористичних угруповань, потім протягом трьох тижнів захищав підхід до міста на горі Карачун. В подальшому виконував завдання в районі міста Дебальцеве.
15 серпня 2014 року, близько 4:40, під час бойового виїзду, група бійців батальйону разом із комбатом потрапила у засідку поблизу села Малоіванівка Перевальського району, на схід від Дебальцевого. Снайперським вогнем противника було поранено комбата, Олег прикривав його собою і дістав поранення розривною кулею, яка пошкодила легені, врятувати його життя не вдалося, помер під час евакуації до шпиталю. В бою разом з Олегом Онікієнком загинули комбат Олександр Гуменюк та солдат Євген Єрмаков.
Похований на Лісовому кладовищі Києва.
Залишилися брат, офіційна дружина Світлана із  неповнолітньою донькою Валерією (2001 р.н.), які живуть у Броварах. А також — дві доньки від попереднього шлюбу  — Олена (1991 р.н.) та Аліна (1992 р.н.), які живуть у Києві.
[джерело?]

## Нагороди та відзнаки
- 29 вересня 2014 року — за особисту мужність і героїзм, виявлені у захисті державного суверенітету та територіальної цілісності України — нагороджений орденом «За мужність» III ступеня (посмертно)[2].
- 2 квітня 2015 Всеукраїнською асоціацією «Афганці Чорнобиля» нагороджений орденом «Честь. Пошана. Пам'ять» (посмертно).
- 17 лютого 2016 ВГО «Спілка ветеранів та працівників силових структур України „Звитяга“» нагороджений відзнакою «За заслуги» (посмертно).
- 20 лютого 2016 Громадою міста Києва нагороджений відзнакою «Герой Киянин» (посмертно).

## Вшанування
- 25 грудня 2015 року у Броварах вул. Кутузова перейменували на вулицю Олега Онікієнка.
- 23 червня 2018 року в Броварах, на фасаді будинку № 75, де мешкав Олег, по вулиці, що носить його ім'я, відкрили меморіальну дошку[3][4].
- 26 червня 2018 року в Києві, по вул. Закревського, 27/2, де мешкав боєць, відкрили меморіальну дошку Олегу Онікієнку[5].
- Його портрет розміщений на меморіалі «Стіна пам'яті полеглих за Україну» у Києві: секція 2, ряд 7, місце 37.
- Вшановується 15 серпня на щоденному ранковому церемоніалі вшанування українських захисників, які загинули цього дня у різні роки внаслідок російської збройної агресії[6].